# Teresa Duran
Teresa Duran i Armengol (Barcelona, 16 de diciembre de 1949) es una escritora e ilustradora catalana, muy destacada por su dedicación en el libro infantil y juvenil, tanto en el campo de la creación como de la investigación, la crítica literaria o distintas formas de docencia y difusión.

## Biografía
Teresa Duran, diseñadora gráfica y doctora en Pedagogía ha sido profesora del Departamento de Didáctica de la Educación Visual y Plástica de la Universidad de Barcelona. Su tesis doctoral sobre Els suports narratius dins la literatura infantil (2001), obtuvo el premio extraordinario del claustro de la Facultad de Pedagogía, y ha sido publicada posteriormente con el título de Àlbums i altres lectures. Dentro del ámbito catalán es más conocida como escritora o crítica de literatura infantil ilustrada. También ha sido comisaria y coordinadora de muchas exposiciones de temática literaria o cultural para entidades de alto nivel estatal y local, y ha hecho guiones para medios audiovisuales públicos o museísticos y ha recibido bastantes premios nacionales e internacionales por su obra literaria y pedagógica.

## libros
Ha escrito más de cien libros para niños y jóvenes. También ha traducido obras tan destacadas como los Contes per telèfon de Gianni Rodari o Els últims gegants de François Place, y ha colaborado en diferentes revistas infantiles. El 2007 recibió la Cruz de Sant Jordi.
Literatura infantil
- l`arbre (1981)
- la lum  (1983, premio  Folch i Torres 1982)
- A les fosques (1989)
- El pitjor llop (Premio Crítica Serra d'Or de Literatura Infantil i Juvenil 1995)
- Barbablava (1998)
- Mares a l'engròs (2000)
- Secrets de la selva fosca (2001)
- Quinzemons. Recull de contes interculturals (2001)
- A pas de pallasso (2004)
- Paraula de gos (2004).

Teatro
- Les dues velles i els dotze mesos (1996)

Guiones
- El gegant del pi (1994)
- La volta al món en 80 dies (1998)

Otros
- Colección Popof y Kocatasca (Premio Crítica Sierra de Oro de Literatura Infantil y Juvenil, 1997)